# Filip Put
Filip Put (8 aprile 1993) è un cestista polacco.

## Palmarès
- Coppa di Polonia: 1

Zielona Góra: 2021
- Supercoppa polacca: 1

Zielona Góra: 2020